# The Fugitive (televisieserie 1963-1967)
The Fugitive is een Amerikaanse televisieserie geproduceerd door QM Productions en United Artists Television die werd uitgezonden op ABC van 1963 tot en met 1967. David Janssen speelde de hoofdrol.
De serie telde vier seizoenen met in totaal 120 afleveringen. De eerste drie seizoenen werden opgenomen in zwart-wit, maar het laatste seizoen was in kleur.
In Nederland werd de serie vanaf het derde kwartaal van 1966 uitgezonden door de AVRO. In 1967 was de serie de populairste buitenlandse serie op de Nederlandse tv en was David Janssen de hoogst scorende buitenlandse tv-persoonlijkheid.
The Fugitive belandde op de 28ste plaats van de best bekeken tv-programma's in Nederland van 1951 tot 2000.

## Verhaal
De serie draait om Richard Kimble, een gerespecteerde arts uit de fictieve stad Stafford, Indiana. Op een dag wordt hij ten onrechte veroordeeld voor moord op zijn vrouw omdat volgens getuigen zij en Kimble de avond voor haar dood een zware ruzie hadden. Kimble wordt schuldig bevonden en krijgt de doodstraf opgelegd. Op weg naar de dodencel ontspoort de trein waarin Kimble vervoerd wordt, waardoor hij weet te ontsnappen.
Vanaf dan is hij een voortvluchtige die overal wordt opgejaagd door de politie, waaronder de politie-inspecteur van Stafford, Philip Gerard. Deze is vastberaden Kimble te arresteren, maar twijfelt diep van binnen wel aan diens schuld.
Kimble probeert uit alle macht de ware moordenaar van zijn vrouw te vinden, een eenarmige man genaamd Fred Johnson, zodat hij zijn naam kan zuiveren. Deze gebruikt echter net als Kimble zelf een hoop valse namen om aan de politie te ontkomen. Hoewel Kimbles zoektocht naar de eenarmige man de rode draad vormt in het verhaal, komt deze maar in totaal in 10 afleveringen in beeld.

## Rolverdeling
- David Janssen - Richard Kimble
- Barry Morse - Philip Gerard
- Bill Raisch – de eenarmige man
- William Conrad – verteller

## Productie
De serie werd bedacht door Roy Huggins en geproduceerd door Quinn Martin. Vaak wordt gedacht dat de serie gebaseerd is op het waargebeurde verhaal van Sam Sheppard, een arts uit Ohio die beschuldigd werd van de moord op zijn vrouw, maar zelfs na zijn veroordeling bleef volhouden dat een “man met ruig haar” de dader was. Huggins ontkende de serie op Sheppards leven te hebben gebaseerd.
De plot van de serie, een onschuldige man die vanwege valse beschuldiging van moord aan de politie moet zien te ontkomen en tegelijk de echte moordenaar moet vinden, vindt zijn oorsprong in enkele films van Alfred Hitchcock: The 39 Steps, Saboteur en North by Northwest.
De serie bleek een groot succes. De serie hanteerde hetzelfde concept als andere series over reizende protagonisten, maar gaf de kijker een duidelijkere reden waarom deze protagonist zich niet ergens permanent kon vestigen of de politie erbij kon halen om de problemen die hij onderweg tegenkwam op te lossen. De keuze om van Kimble een arts  te maken, gaf nieuwe mogelijkheden. Zo kon men Kimble dingen laten ontdekken die alleen een arts kon weten, zoals symptomen van medicijnmisbruik.
Bij de première was The Fugitive een van de best bekeken series in Amerika. De serie won meerdere prijzen, waaronder een Edgar Award.

## Muziek
Pete Rugolo, die ook meewerkte aan David Janssens eerdere serie Richard Diamond, Private Detective, componeerde de muziek voor The Fugitive. De soundtrack bestond enkel uit een aantal algemene nummers; geen van de afleveringen kreeg een individuele soundtrack. De muziek werd opgenomen in Londen, nog voor de opnames van de serie zelf begonnen.
Behalve de door Rugolo gecomponeerde muziek, werd ook muziek uit oudere televisieseries en stock footage gebruikt, zoals The Outer Limits en The Twilight Zone.
40 minuten aan muziek uit The Fugitive werd uitgebracht op cd:
1. Theme from The Fugitive (1:18)
2. The Kimbles (2:48)
3. Tragic homecoming (3:53)
4. Under arrest (1:43)
5. Lt. Gerard (1:46)
6. The verdict/Train wreck (2:07)
7. On the run (1:57)
8. The life of a fugitive (1:27)
9. Main title theme (:39)
10. Life on the road (1:35)
11. Main theme - jazz version (1:30)
12. The one-armed man's name is Fred Johnson (2:38)
13. Brass interlude (2:53)
14. Sorrow (1:03)
15. Dreams of the past (1:11)
16. Youthful innocence (1:35)
17. Back on the road (1:11)
18. A new love (2:16)
19. Family reunion (2:34)
20. Watching and waiting (1:33)
21. Kimble vs. the one-armed man/hand to hand (5:11)
22. The day the running stopped (2:12)
23. Freedom and finale (:43)
24. End credits (1:09)

## Nasleep van de serie

### Invloed
The Fugitive had een grote invloed op latere televisieseries. Het idee van een man of groep mensen die op de vlucht zijn voor de autoriteiten, en tegelijkertijd hun naam proberen te zuiveren, dan wel anderen proberen te helpen, is meerdere malen herhaald in latere series, waaronder:
- The A-Team
- Burn Notice
- Alias Smith and Jones
- Branded
- First Wave (Deze televisieserie heeft elementen gemeen met The Invaders en is misschien daardoor geïnspireerd)
- The Guns of Will Sonnett
- Hot Pursuit
- The Immortal
- The Incredible Hulk (in dit geval is de achtervolger een verslaggever)
- Kung Fu
- The Life and Times of Grizzly Adams
- A Man Called Shenandoah
- Monster
- Nowhere Man
- The Phoenix
- Planet of the Apes
- The Pretender
- Prison Break
- Quantum Leap (in dit geval is de man niet op de vlucht en reist hij door de tijd, waarbij hij problemen van anderen oplost terwijl hij een manier zoekt om naar zijn eigen tijd terug te keren.)
- Renegade
- Run, Buddy, Run
- Run for Your Life
- Runaway
- Run, Joe, Run
- Starman
- Then Came Bronson
- Two
- Werewolf
- The Net
- Coronet Blue

### Verfilming
In 1993 werd een film gebaseerd op de televisieserie gemaakt, eveneens getiteld The Fugitive. Hierin speelt Harrison Ford de rol van Kimble.

### Remake
In 2000 verscheen een remake van de serie met Tim Daly als Kimble. De serie liep slechts 1 seizoen van 22 afleveringen.